# Мустанг-Ридж (Техас)
Мустанг-Ридж (англ. Mustang Ridge) — місто (англ. city) в США, в округах Тревіс, Колдвелл і Бастроп штату Техас. Населення — 944 особи (2020).

## Географія
Мустанг-Ридж розташований за координатами 30°3′4″ пн. ш. 97°42′6″ зх. д. / 30.05111° пн. ш. 97.70167° зх. д. (30.051107, -97.701593).  За даними Бюро перепису населення США в 2010 році місто мало площу 9,66 км², з яких 9,66 км² — суходіл та 0,00 км² — водойми.

## Демографія
Згідно з переписом 2010 року, у місті мешкала 861 особа в 268 домогосподарствах у складі 210 родин. Густота населення становила 89 осіб/км².  Було 292 помешкання (30/км²).
Расовий склад населення:
| - 73,5 % — білих - 1,4 % — чорних або афроамериканців - 0,6 % — азіатів - 0,3 % — корінних американців - 22,5 % — осіб інших рас |

До двох чи більше рас належало 1,6 %. Частка іспаномовних становила 63,9 % від усіх жителів.
За віковим діапазоном населення розподілялося таким чином: 30,1 % — особи молодші 18 років, 60,3 % — особи у віці 18—64 років, 9,6 % — особи у віці 65 років та старші. Медіана віку мешканця становила 35,6 року. На 100 осіб жіночої статі у місті припадало 111,0 чоловіків;  на 100 жінок у віці від 18 років та старших — 113,5 чоловіків також старших 18 років.
Середній дохід на одне домашнє господарство  становив 63 063 долари США (медіана — 51 917), а середній дохід на одну сім'ю — 68 010 доларів (медіана — 53 542). За межею бідності перебувало 10,6 % осіб, у тому числі 15,8 % дітей у віці до 18 років та 10,3 % осіб у віці 65 років та старших.
Цивільне працевлаштоване населення становило 640 осіб. Основні галузі зайнятості: будівництво — 24,2 %, освіта, охорона здоров'я та соціальна допомога — 21,7 %, роздрібна торгівля — 18,4 %.